# Arsano
El arsano, arsina o hidruro de arsénico (AsH3) es un compuesto inorgánico gaseoso a temperatura ambiente, es inflamable y altamente tóxico, constituido de hidrógeno y arsénico.
La arsina es más pesada que el aire, soluble en agua, incolora, y con un olor suave a ajo que sólo es percibido cuando se encuentra en altas concentraciones.
Algunos minerales presentan en su composición arsénico. El arsénico o el mineral que contiene este elemento cuando están en contacto con el agua o algún ácido ocurre una reacción, liberando una cantidad pequeña de gas arsina.

## Aplicaciones
Algunos compuestos orgánicos derivados de la arsina, como la lewisita, la adamsita, y otros como "Clark I" y "Clark II”, han sido desarrollados para la guerra química, pero nunca fueron usados.
El principal uso de la arsina es en la industria electrónica, como gas dopante para la formación de materiales semiconductores.
También es usada en síntesis orgánicas.

## Precauciones
La exposición a la arsina provoca hemólisis y fallos renales. Presenta una alta tasa de mortalidad. La mayoría de los casos de intoxicación por arsina han ocurrido en ambientes de trabajo que operaban con este material. La principal forma de absorción es por inhalación. No existe ningún antídoto para neutralizar la arsina, en casos de intoxicación grave los médicos recomiendan la transfusión de sangre.
El 12 de julio de 2001, en la ciudad de Tulsa en Oklahoma (Estados Unidos), una válvula de un tanque químico con arsina estalló hospitalizando a casi 100 personas con problemas de respiración y náuseas.